# ريال مايوركا ب
نادي ريال مايوركا ب هو نادي كرة قدم من مدينة ميورقة بإسبانيا وهو الفريق الرديف لريال مايوركا. يلعب في الدرجة الثالثة. تأسس في عام 1967.

## وصلات خارجية
- موقع النادي الرسمي